# Psalm 27
Psalm 27 is een psalm in de Psalmen uit de Hebreeuwse Bijbel en een psalm van David.

## Interpretatie
De psalm bestaat uit twee delen met een duidelijk verschil in toon. Het eerste deel (vers 1-6) is een uiting van vertrouwen in JHWH. Het tweede deel (vers 7-14) draagt het karakter van een individuele klaagpsalm. Het verschil in toon is zo sterk, dat wel is geopperd dat het eigenlijk om twee psalmen zou gaan die zijn samengevoegd. Toch zijn er ondanks de verschillen ook overeenkomsten tussen beide delen, zowel in stijl en woordkeus als in thematiek.
De psalm drukt ook vertrouwen uit voor alle uitdagende levenssituaties. De psalm bevat gebeden en kent een aantal synoniemen voor 'vijand'. Daarom laat de psalm de concrete situatie van de gelovige zien. Iemand die in dergelijke situaties (met vijanden) op God kan vertrouwen, kan dat ook in andere situaties. In vers 7, 11 en 12 richt de auteur zich tot JHWH om verhoring, onderwijs en bevrijding van de vijanden. Het gebed van vers 11 en 12 is het centrale gebed van de psalm. De voorgaande verzen vormen de inleiding op het gebed.

## Berijming
De psalm is een aantal maal berijmd op Geneefse melodieën, zoals voor de Staatsberijming van 1773, de nieuwe berijming uit 1967 en De Nieuwe Psalmberijming.
1 · 2 · 3 · 4 · 5 · 6 · 7 · 8 · 9 · 10 · 11 · 12 · 13 · 14 · 15 · 16 · 17 · 18 · 19 · 20 · 21 · 22 · 23 · 24 · 25 · 26 · 27 · 28 · 29 · 30 · 31 · 32 · 33 · 34 · 35 · 36 · 37 · 38 · 39 · 40 · 41 · 42 · 43 · 44 · 45 · 46 · 47 · 48 · 49 · 50 · 51 · 52 · 53 · 54 · 55 · 56 · 57 · 58 · 59 · 60 · 61 · 62 · 63 · 64 · 65 · 66 · 67 · 68 · 69 · 70 · 71 · 72 · 73 · 74 · 75 · 76 · 77 · 78 · 79 · 80 · 81 · 82 · 83 · 84 · 85 · 86 · 87 · 88 · 89 · 90 · 91 · 92 · 93 · 94 · 95 · 96 · 97 · 98 · 99 · 100 · 101 · 102 · 103 · 104 · 105 · 106 · 107 · 108 · 109 · 110 · 111 · 112 · 113 · 114 · 115 · 116 · 117 · 118 · 119 · 120 · 121 · 122 · 123 · 124 · 125 · 126 · 127 · 128 · 129 · 130 · 131 · 132 · 133 · 134 · 135 · 136 · 137 · 138 · 139 · 140 · 141 · 142 · 143 · 144 · 145 · 146 · 147 · 148 · 149 · 150 · 151